# Christlob Mylius
Pour les articles homonymes, voir Mylius.
Christlob Mylius, né le 11 novembre 1722 à Reichenbach et mort le 6 mars 1754 à Londres, est un homme de lettres allemand.
Mylius étudie la médecine à Leipzig et cultiva avec ardeur les sciences naturelles, tout en s’occupant de littérature. D’abord partisan de Johann Christoph Gottsched, il travaille aux Récréations de Schwabe. Il se lia avec Lessing et collabore à ses Études d’histoire dramatique.
On cite de Mylius une comédie d’une certaine valeur, die Ärzte (les Médecins, 1745). Lessing a publié les Œuvres choisies de Mylius (Berlin, 1764).

## Œuvres (sélection)
- Der Freygeist, (1746) (revue)
- Der Naturforscher, (1747-1748) (revue)
- Der Wahrsager, (1749)
- Die Ärzte, (1745)
- Der Unerträgliche, (1746)

## Source
- Gustave Vapereau, Dictionnaire universel des littératures, Paris, Hachette, 1876, p. 280